# Histamină
Histamina (imidazoletilamină) este o amină biogenă. Se găsește în țesuturile animalelor, în plante, țesuturi animale, plante, bacterii, veninuri.
La om, histamina există la nivelul plămânilor, pielii și mucoasei gastrointestinală.

## Biosinteză și metabolizare

### Biosinteză

Decarboxilarea histidinei la histamină are loc sub acţiunea histidin-decarboxialazei, enzimă dependentă de pridoxal-fosfat

Histamina este rezultatul decarboxilării histidinei, sub acțiunea unei enzime numite 1-histidin-decarboxilază (1-HDC).

### Metabolizare

Cam 2-3 % din histamina endogenă este excretată neschimbată în urină, restul metabolizată la N-metilhistamina şi metabolitul 3 metil imidazol acetat, produs final

Există 2 căi de metabolizare a histaminei:
- O primă transformare are loc în citoplasma celulară, la periferie, unde sub acțiunea histaminazei (diaminoxidază), are loc o dezaminare oxidativă cu formarea imidazol acetat.
- A 2 cale are loc la nivel cerebral, unde histamina suferă acțiunea a altor 2 enzime: histaminmetiltransferază și monoaminoxidaza B (MAO B); rezultă un compus intermediar 3metilhistamina, pentru ca produsul final să fie 3-metil imidazol acetat.

## Efecte

### Aparat digestiv
- Histamina acționează ca stimulator al secreției gastrice, factor de reglare a microcirculației. În general se folosește pentru determinarea capacității secretorii acide a stomacului.

### Nivel cutanat
Se pare că agresiunile fizice sau chimice pot determina eliberarea de histamină., fiind principalul mediator a alergiilor de tip I. Manifestările clinice ale acestui tip de alergie sunt: urticaria, edem, rinită deroasă, șoc anafilactic. Administrată intradermic determină o reacție vasculară de tip "tripla reacție": la locul injectării apare o pată roșie datorită dilatației arteriolelor, care este rapid înlocuită de o papulă cu o areolă roșie neregulată.

### Sistem circulator
La nivel circulator, este un mediator important, efectele sale fiind proporționale cu doza dar și cu calea de administrare: administrată intravenos are efect congestiv mai ales la nivelul capului și trunchiului. În doze mari scade presiunea arterială prin vasodilatație și hipovolemie, determinînd o stare de șoc. La nivel arteriolar determină dilatația marcată a arteriolelor terminale și venulelor postcapilare.

### Aparat respirator
Ea se mai poate elibera și din mastocite ca urmare a interacției antigen- anticorp, având astfel un rol important în alergii și răspunsurile alergice. Ea provoacă bronhoconstricție slabă, astmaticii fiind extrem de sensibili la această acțiune.

## Receptori
Efectele histaminei sunt mediate de 3 subtipuri de receptori histaminici: H 1, H 2, H 3 .
| Receptorul | Acțiune | Antagoniști                                                                                                 |
| ---------- | --- | --- |
| H 1        | Bronhoconstricție, vasodilatație, creșterea permeabilității capilare, prurit                                      | Difenhidramina, Clorfeniramina, Prometazina, Terfenadina, Astemizol, Loratadină, Cetirizina , Cloropiramina |
| H 2        | Secreție acidă gastrică, deprimant cardiac, contracție esofagiană, inhibarea eliminării de histamină din bazofile | Ranitidina, Famotidina, Nizatidina                                                                          |
| H 3        | Inhibarea neurotransmisiei sinaptice, Down-reglarea sintezei de histamină                                         | Tioperamidă.                                                                                                |